# Шихлы, Исмаил
Исмаил Шихлы (азерб. İsmayıl Şıxlı; имя при рождении Исмаил Гахраман оглы Шихлинский; азерб. İsmayıl Qəhrəman oğlu Şıxlinski; 22 марта 1919, село Икинджи Шихлы — 26 июля 1995, Баку) — азербайджанский писатель, сценарист, литературовед, народный писатель Азербайджана (1984); лауреат премии Азербайджанского комсомола (1976), доктор филологических наук (1954); депутат Верховного Совета Азербайджанской ССР (1986, 1990); лауреат премии имени Мирза Фатали Ахундова.

## Биография

Мемориальная доска на стене дома в Баку, в котором жил Исмаил Шихлы

Исмаил Шихлы родился 22 марта 1919 года в селе Икинджи Шихлы Казахского уезда Елизаветпольской губернии (ныне Газахский район Азербайджана) в семье учителя. 
Происходил из известного рода Шихлинских, был племянником генерала Джавад-бека Шихлинского.
В 1941 году окончил литературный факультет Азербайджанского педагогического университета.
Участник Великой Отечественной войны с сентября 1942 года понтонёр 19-го отдельного моторизованного понтонно-мостового батальона. Воевал на Северо-Кавказском фронте, в Отдельной Приморской армии и на 3-й Белорусском фронте. Участвовал в битве за Кавказ, освобождении Крыма и Восточно-Прусской операции.
По окончании войны работал заведующим учебной частью средней школы села Косалар Казахского района. В 1946—1949 годах — аспирант, преподаватель, старший преподаватель, а затем заведующий кафедрой литературы зарубежных стран Азербайджанского педагогического университета. Член Союза писателей Азербайджана с 1949 года.
В последующие годы был редактором журнала «Азербайджан», первым секретарём Союза писателей Азербайджана, секретарём Союза писателей СССР.
Автор романов «Пути расходятся» (1957), «Кура неукротимая» (1967), «Мир мой умерший» (1995), автор многочисленных киносценариев. Роман «Буйная Кура», над которым Исмаил Шихлы работал десять лет, признаётся многими литераторами переломным в азербайджанской прозе и положившим начало новому направлению — неореализму. В 1969 году по мотивам романа был снят художественный фильм «Кура неукротимая».

## Награды
- Орден «Слава» (04.07.1994) — за большие заслуги в развитии азербайджанской литературы[6]
- орден Отечественной войны 2-й степени (11.03.1985)
- орден Красной Звезды (14.02.1945)
- медаль «За трудовое отличие» (09.06.1959)
- другие медали

## Память
Именем Исмаила Шихлы назван сухогрузный теплоход.